# Peter Dünnehaupt

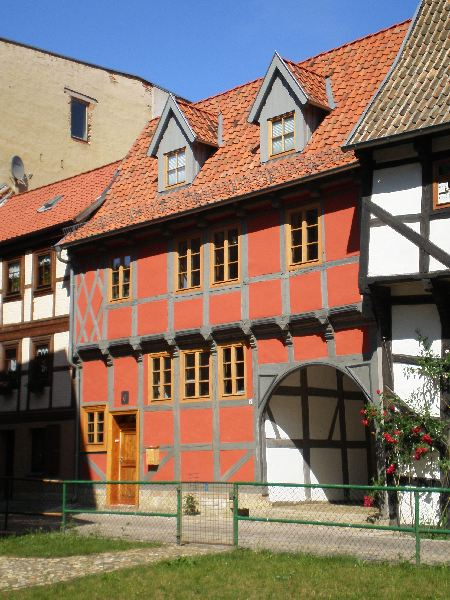
Neustädter Kirchhof 6 mit einem Durchgang zum Konvent

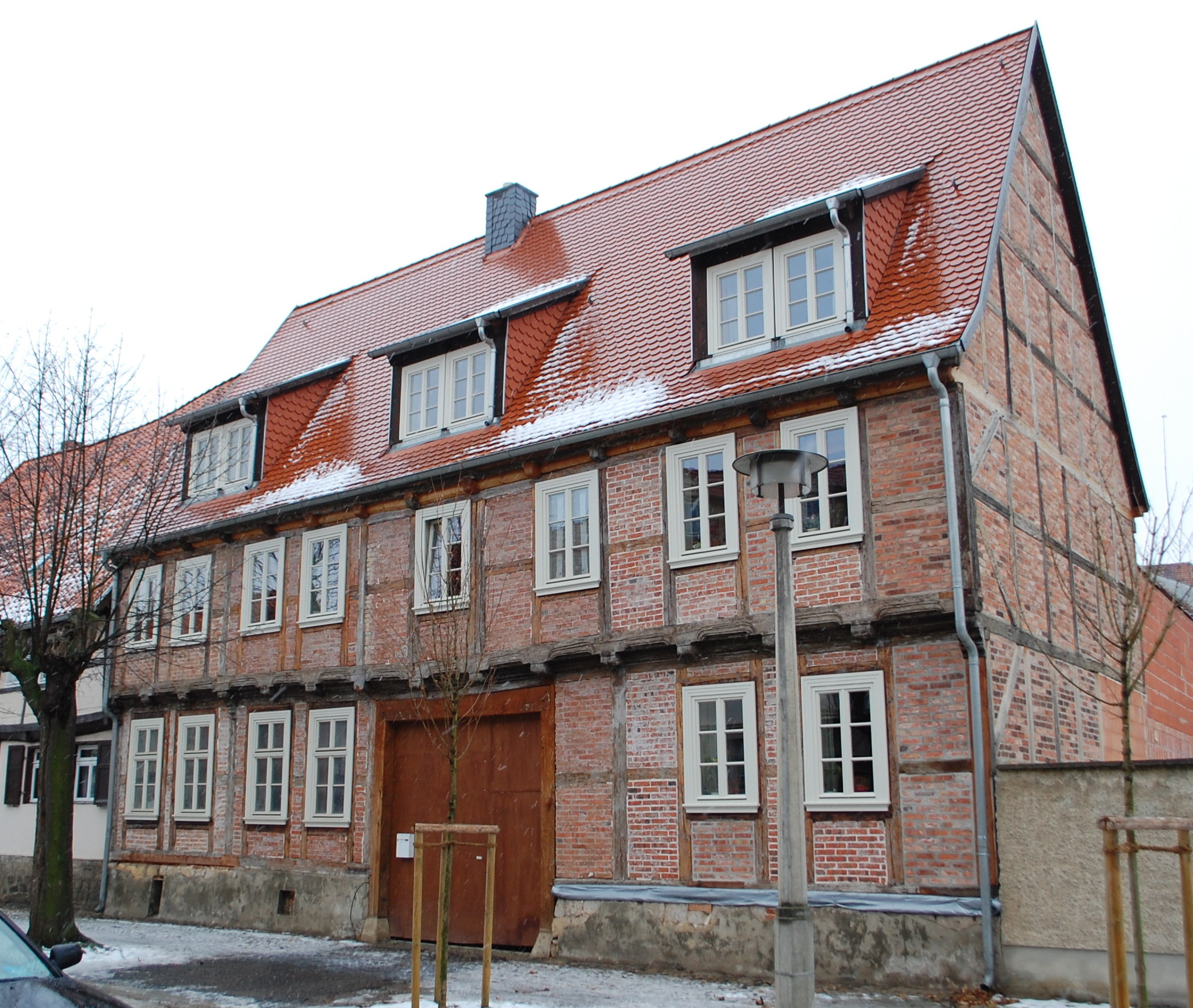
Verhältnismäßig großer Bau Ballstraße 20

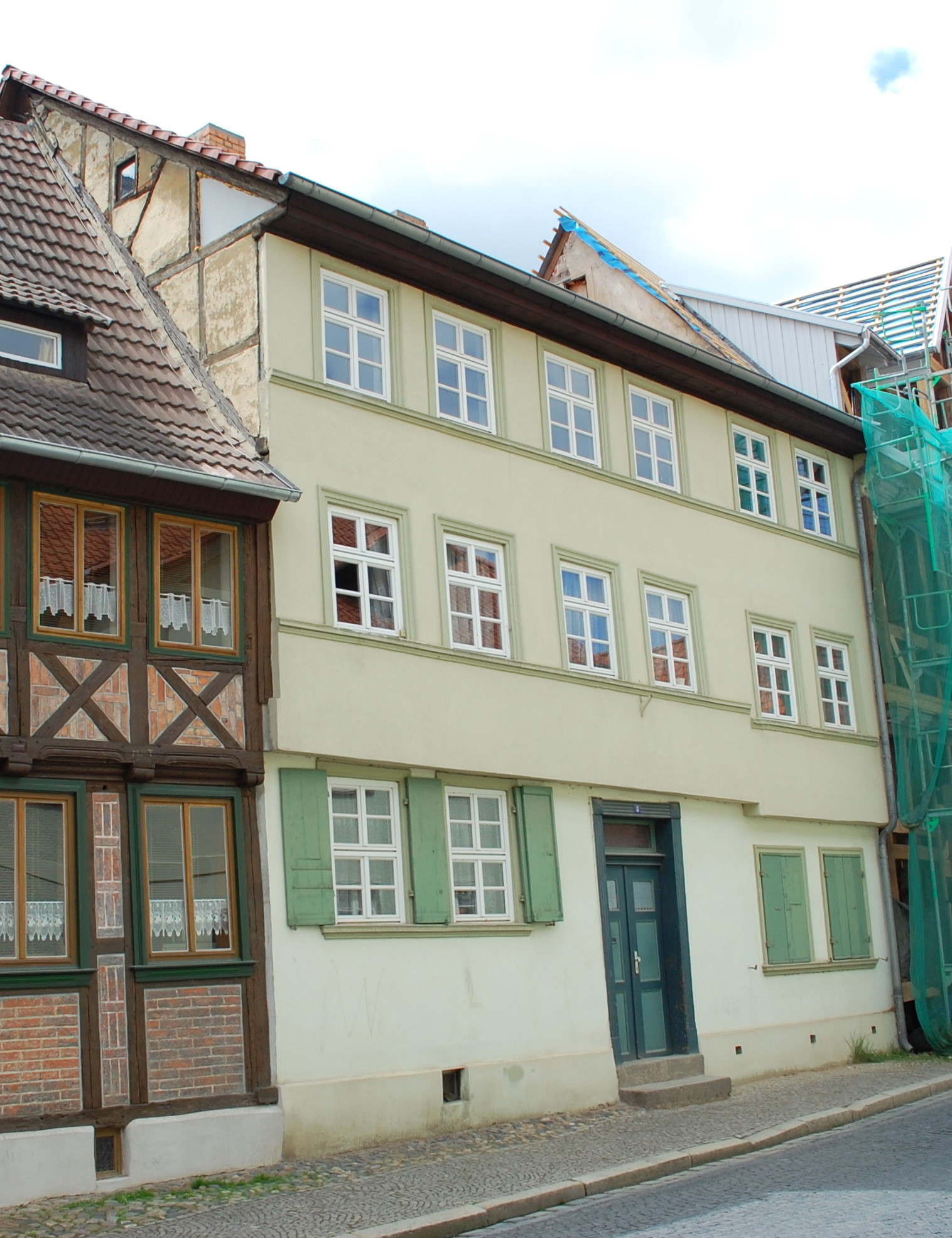
Haus Kaplanei 8

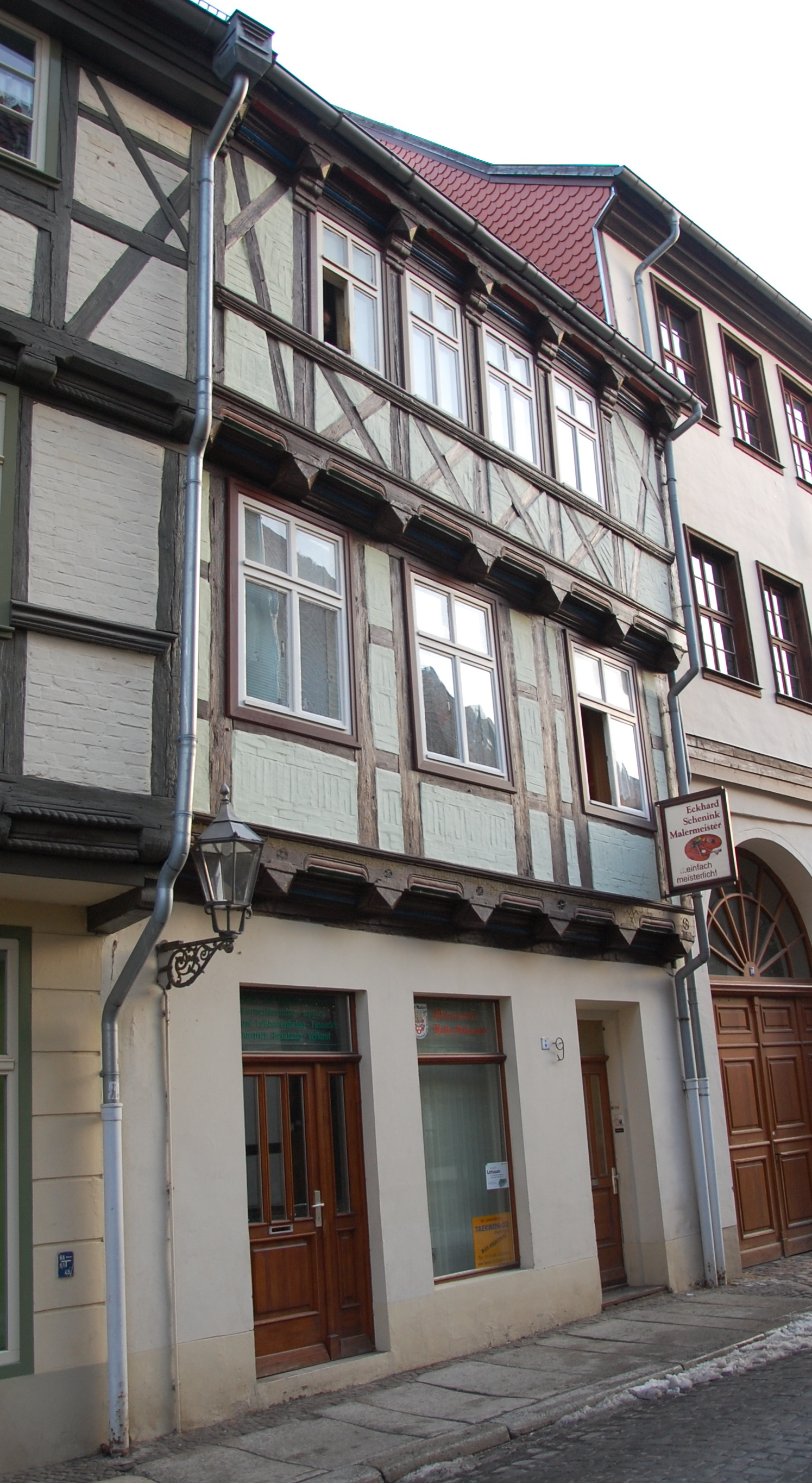
Haus Blasiistraße 9

Peter Dünnehaupt (* 24. Februar 1631 in der Quedlinburger Neustadt; † 24. Juni 1682 ebenda) war ein Zimmermeister. Er schuf mehrere noch heute erhaltene und zum UNESCO-Weltkulturerbe gehörende Fachwerkhäuser in Quedlinburg.

## Leben
Dünnehaupt wurde als Petrus, Sohn des Andreas Dünhöft geboren. Für den Familiennamen bestehen die unterschiedliche Schreibweisen: Dunneheubt, Dunneheupt, Duneheupt, Dunnehaupt, Dinhaupt, Dinnehaupt, Dinnehoupt, Duenhaupt oder Duenhoupt. Er lebte in der Quedlinburger Neustadt hinter Augustinern. Am 1. September 1657 heiratete er, zu diesem Zeitpunkt noch Zimmermannsgeselle, in der Neustadt Maria Wilcke. Als Kind ist die Tochter Salome bekannt, die am 22. Oktober 1678 den Quedlinburger Zimmermeister Andreas Besen heiratete.
Er war in Quedlinburg als Zimmermeister tätig. Aus der Zeit zwischen 1658 und 1679 sind 21 von ihm errichtete Gebäude bekannt, die sich überwiegend in der Neustadt und der südlich der Altstadt befindlichen Neuweger Vorstadt befinden.
Die von ihm errichten Fachwerkhäuser sind üblicherweise nur zweigeschossig und neun Gebinde breit. Als Verzierungen setzte er Pyramidenbalkenköpfe, Brüstungshölzer und Stockschwellen mit flachen Schiffskehlen ein. An seinen frühen Bauten finden sich auch Brüstungsstreben. Später fügte er in Brüstungs- oder Randfeldern auch Andreaskreuze und Rauten ein. Zum Teil wurden diese stockwerkshoch ausgeführt.

## Bauten
Folgende Bauten Dünnehaupts sind bekannt:
- Pölkenstraße 18, Quedlinburg, 1658
- Kaplanei, Quedlinburg, 1660 (nicht erhalten)
- Altetopfstraße 1, Quedlinburg, 1663 (nicht erhalten)
- Konvent 3, Quedlinburg, 1665
- Stobenstraße 18, Quedlinburg, 1665 (nicht erhalten)
- Augustinern 77, Quedlinburg, 1669
- Ballstraße 20, Quedlinburg, 1669
- Kaplanei 8, Quedlinburg, 1669
- Steinweg 66, Quedlinburg, 1670
- Konvent 25, Quedlinburg, 1671 (nicht erhalten)
- Neustädter Kirchhof 6, Quedlinburg, 1672
- Neustädter Kirchhof, Quedlinburg, 1672 (nicht erhalten)
- Steinweg 68, Quedlinburg, 1673
- Blasiistraße 9, Quedlinburg, 1674
- Kaplanei 10, Quedlinburg, 1674
- Weberstraße 3, Quedlinburg, 1674
- Schmale Straße 7, 8, Quedlinburg, 1675 (nicht erhalten)
- Heiligegeiststraße 29, Quedlinburg, 1677
- Neuer Weg 4, Quedlinburg, 1677
- Steinweg 23 (rechts), Quedlinburg, 1677
- Ballstraße 36, Quedlinburg, 1679
- Steinweg 42, Quedlinburg, 1679 (i)